# Otevírání úst

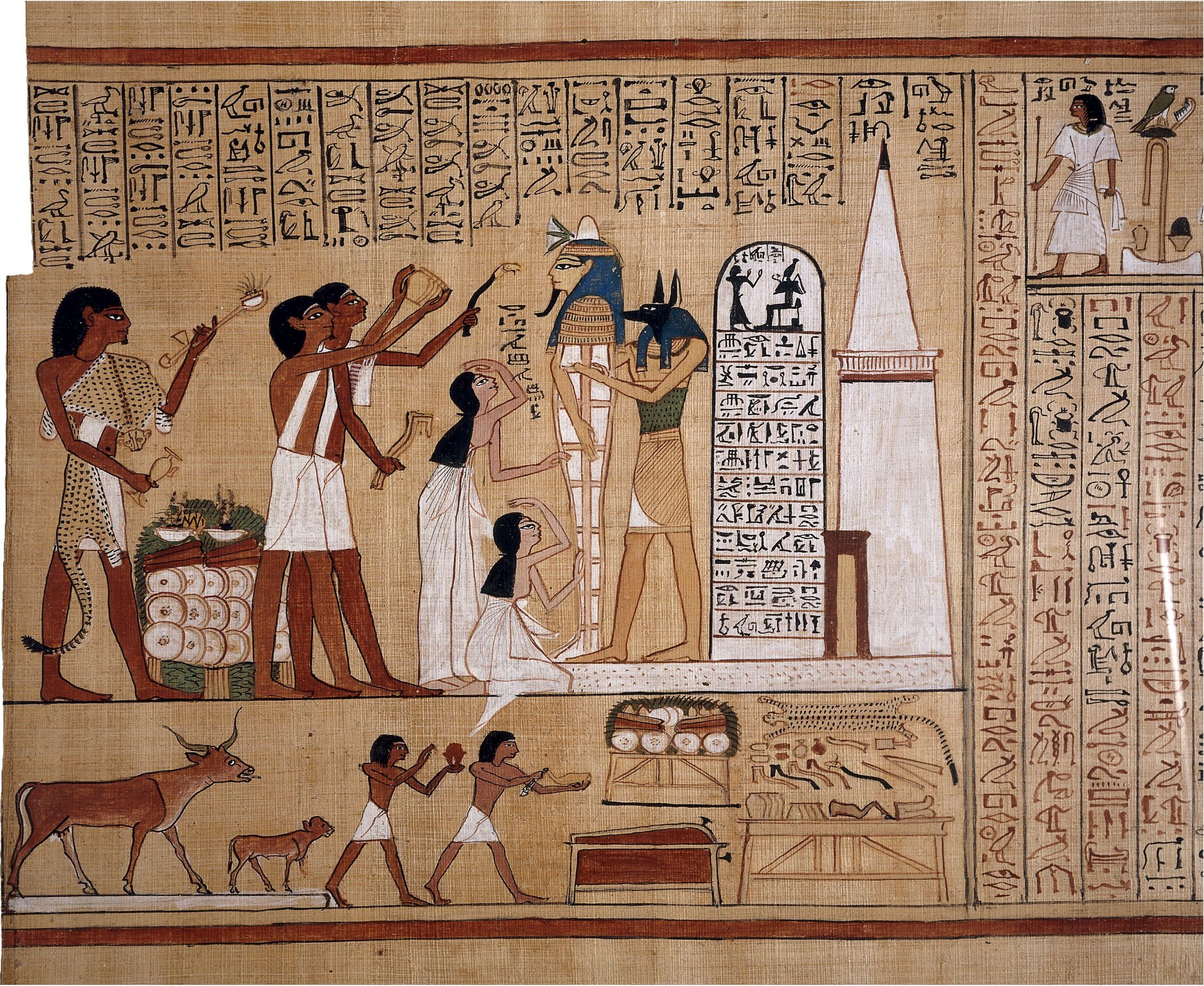
Výjev z Knihy mrtvých: Anup drží rakev, na níž je obřad prováděn před hrobkou a před pohřební stélou

| F13 · X1 | D21 · Z1 |

| F13 · X1 | D21 · Z1 |

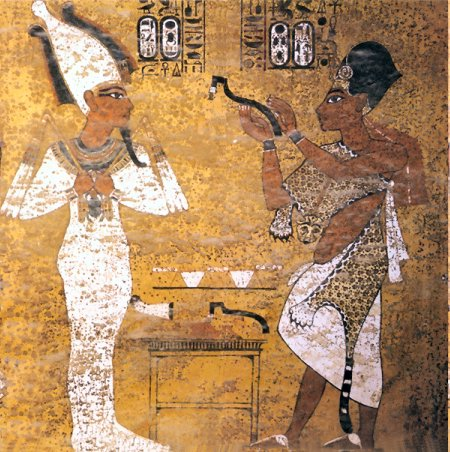
Panovník Aj II. provádí obřad otevírání úst pro svého zemřelého předchůdce Tutanchamona

Otevírání úst (původně „otevírání úst a očí“) byl obřad ve starověkém Egyptě, jehož účelem bylo rituální magické probuzení životních funkcí. Byl prováděn na zobrazení bohů a na sochách zemřelých lidí. Vznikl někdy na počátku 3. tisíciletí př. n. l. a zdá se, že v sobě uchovává prvky velice archaických náboženských úkonů. Jeho nejmladší doklady pocházeji ze 2. století. Někteří badatelé se domnívají, že existují souvislosti mezi tímto obřadem a zvyky vážícími se k narození dítěte.
Obsahem obřadu bylo „rozhýbat“ údy a „oživit“ smysly (zejména ústa a očí) dokončené sochy umístěné v případě zemřelého např. v serdabu, v případě bohů v nau tak, aby jejím prostřednictvím mohl zobrazený (resp. jeho ka) přijímat přinášené obětiny. Prováděl se speciální sadou archaických nástrojů, z nichž některé byly modelem čepelí a teslic užívaných tesaři při výrobě soch; původ jiných (např. nástroje peseškef připomínajícího tvarem ocas vlaštovky) je ovšem nejasný. Jako součást obětního a pohřebního rituálu je obřad doložen od Staré říše, po jejím konci se prováděl nejen na sochách, ale i na mumii zemřelého a na rakvi před uložením do hrobky. V pozdějších dobách se za účelem oživení prováděl také na dalších posvátných předmětech, nejpozději v ptolemaiovském období je doloženo rituální otevírání dokončeného chrámu jako „duchem prostoupeném nositeli boží podstaty, který by měl být vždy znovu naplněn duchem“.
Účel obřadu nebyl v pojetí Egypťanů rozhodně pouze symbolický. Podle Stephana Quirkeho mohl díky provedení obřadu každý předmět skutečně „trvale žít a otevřít tak cestu mezi tímto světem a světem bohů. Mumifikované tělo v rakvi, kultovní podoba boha, socha krále nebo zemřelého šlechtice, to vše byly bezduché předměty, které otevírání úst proměnilo v živoucí síly, nebo přesněji řečeno ve schránky pro neviditelnou a neuchopitelnou sílu, kterou nazýváme životem.“
Nejpozději od 18. dynastie, kdy se objevuje i jako součást výzdoby hrobek, se obřad skládal z celkem 75 úkonů, k nimž patřilo např. nakuřování kadidlem, už zmíněné dotyky speciálními rituálními nástroji, pomazávání olejem a další. V některých případech bylo součástí rituálu i obětování býka reprezentujícího životní sílu, jehož pravá přední noha se zdá mít pro obřad obzvláštní význam.
V pohřebním kultu bylo otevírání úst prokazatelně spojováno s usirovským mytologickým okruhem a současně se slunečním kultem: podle textů se odehrává „před slunečním bohem na nádvoří hrobky“, na vyobrazeních jej na rakvi v podobě Usira může místo pozůstalých provádět bůh Hor a zemřelého v rakvi se před hrobkou ujímá Anup, bůh přechodné zóny mezi nadsvětím a podsvětím.
Provádění obřadu bylo úkolem nejstaršího syna, tj. udržovatele rodové linie, což v kontextu rozvinuté královské ideologie znamená nástupce. Nelze proto vyloučit, že v případě královských pohřbů mohlo být jeho provedení jednou z legitimací konkrétní osoby k převzetí moci po zemřelém panovníkovi – snad je tak možné interpretovat vyobrazení z Tutanchamonovy pohřební komory, na němž otevírání úst provádí Aj, zobrazený už se všemi atributy panovníka, přestože nebyl předpokládaným nástupcem.